# 圣灵小堂 (奥格斯堡)

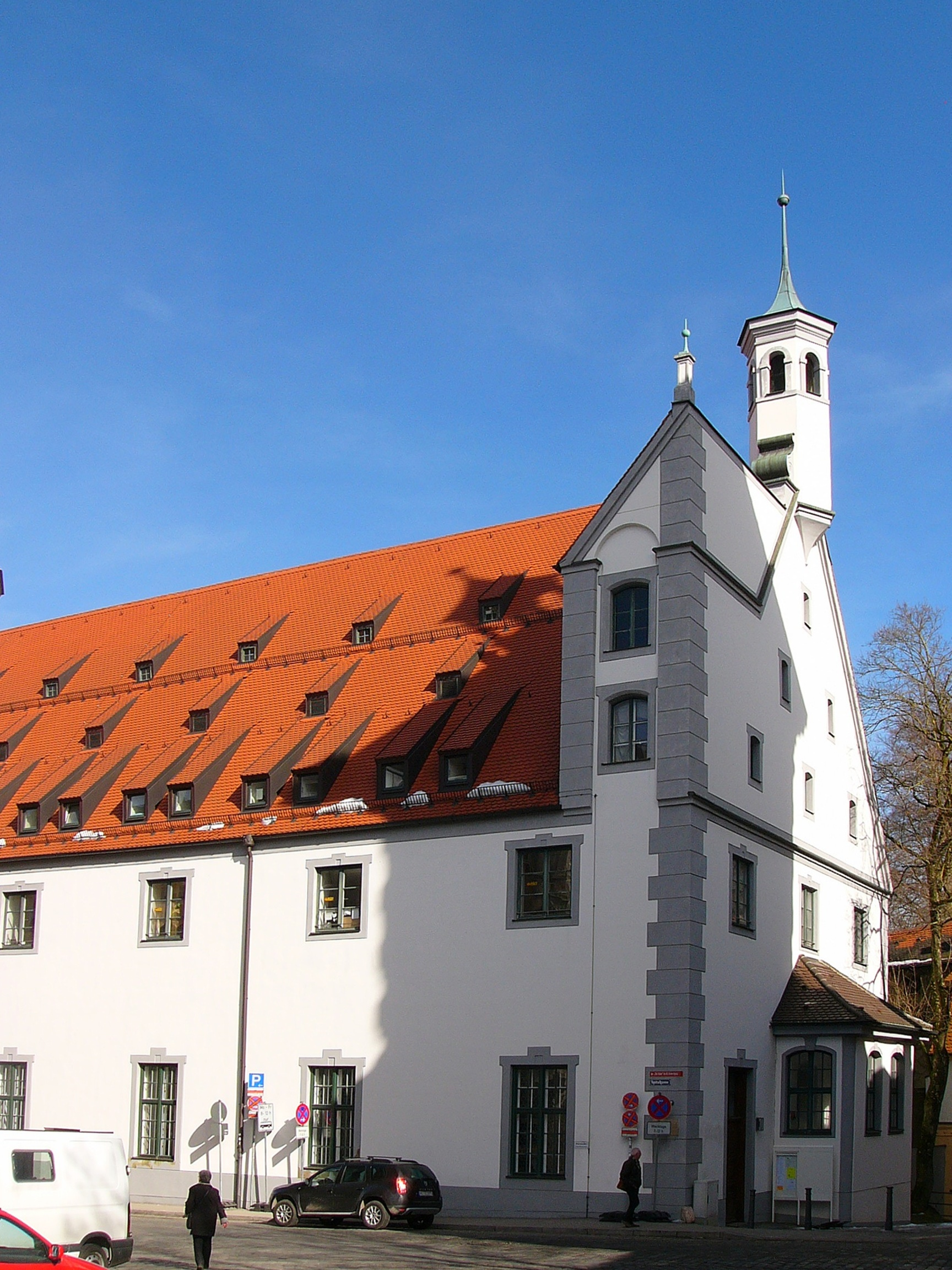

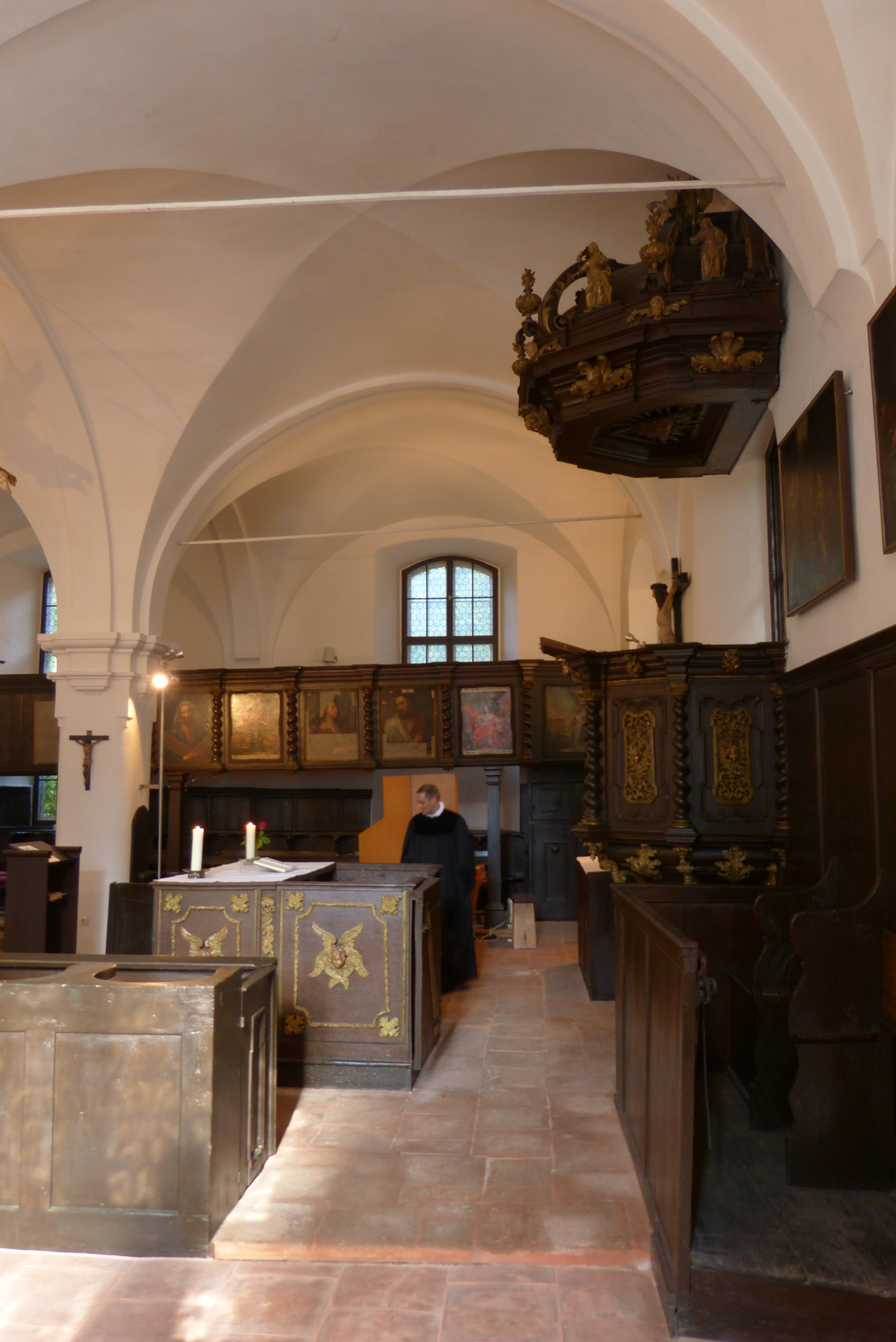

圣灵小堂（德語：Heilig-Geist-Kapelle）又名医院小堂（Spitalkapelle），是德国奥格斯堡市中心的一座历史建筑，靠近红门（Rotes Tor），原为圣灵医院（Heilig-Geist-Spital）建筑群西楼的一部分，由当地建筑师埃利亚斯·霍尔设计。现已被列为奥格斯堡保护古迹。
1648年，圣灵小堂由天主教堂改为新教路德宗教堂。1805年圣灵医院世俗化，医院堂区解散，教堂属于福音派福音派圣乌尔利希堂堂区（Evangelische Ulrichskirche）
1808年，该堂缩小了一部分，腾出空间改为病房。自1948年起，奥格斯堡木偶箱剧院就设在这部分建筑内，其入口在医院街（Spitalgasse）。
自1901年红门福音派学校建立以来，圣灵小堂一直是该校师生的教堂。
该堂定期举行礼拜，并可应要求举行洗礼、婚礼、葬礼服务。